# هارادا تي
هارادا تي بروسيسنغ Harada Tea Processing Co. شركة يابانية تختص بمعالجة وتعبئة وتوزيع الشاي والأغذية.
مقرها في مدينة شيمادا في  اليابان، تأسست عام 1917.